# Cryptandra beverleyensis
Cryptandra beverleyensis är en brakvedsväxtart som beskrevs av Barbara Lynette Rye. Cryptandra beverleyensis ingår i släktet Cryptandra och familjen brakvedsväxter. Inga underarter finns listade i Catalogue of Life.